# Nicole Boury-Esnault
Aquest autor és citat en taxonomia animal amb el nom «Boury-Esnault».
Nicole Boury-Esnault (1942) és una biòloga marina francesa especialitzada en esponges.
Va ser directora d'investigació del Centre national de la recherche scientifique (CNRS) de l'estació marina Endoume de Marsella.
Boury-Esnault ha fet investigacions i ha publicat llibres i un gran nombre d'articles sobre diverses àrees relacionades amb els porífers que inclouen taxonomia, dinàmica de poblacions, genètica de poblacions, història de la vida, sistemàtica, filogènia, ecologia, o biogeografia. També participa activament en World Porifera Database, una de les principals bases de dades sobre fauna marina, revisant la fauna mediterrània i caribenya i comprovant totes les fonts primàries. Boury-Esnault és editora dels següents grups taxonòmics: Homoscleromorpha, Keratosa, Verongimorpha, Polymastiida.
El 1995, Nicole Boury-Esnault i Jean Vacelet, com investigadors del Centre d’Oceanologia de la Universitat francesa Aix-Marsella, van proporcionar les primeres evidències de l'existència d'una espècie d'esponja carnívora, la qual s'alimentava de peixos petits i crustacis en lloc d’absorbir bacteris i partícules orgàniques com fan la majoria de les altres espècies d’esponges.

## Llibres
- Taxonomy of Porifera : from the N.E. Atlantic and Mediterranean Sea.  Springer-Verlag. ISBN 978-3-642-70892-3.